# 루즈 삭스

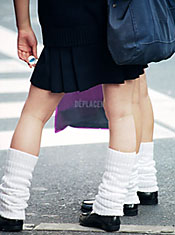
루즈 삭스

루즈 삭스(일본어: ルーズソックス, 영어: loose socks)는 발레의 레그 워머에서 유래하여 전 세계적으로 발레리나 룩으로 자리잡은 패션 아이템이다. 여학생들 사이에서 선풍적인 인기를 누린 양말이다. 양말을 헐렁하게 신어서 땅에 끌릴 정도로 놓으며, 주로 여고생이 교복을 입고 많이 신는다. 대략 1994년쯤에 붐이 일기 시작했다고 한다. 길이는 대략 40~180cm 정도로 원래는 무릎 위까지 올라오지만 주름 때문에 일부러 무릎 아래로 신는 게 특징이다.

## 역사
발레에서 몸의 부상을 막기 위한 스포츠 웨어로 운동 초반에 몸의 체온을 올리기 위하여 입는 레그 워머(Leg Warmer)가 기원이다. 전 세계적으로 발레리나 패션이 유행하면서 발레 플렛 슈즈, 튀튀 치마 등과 함께 발레리나 룩으로 널리 알려지게 되었다.
최근에는 일본의 여고생들이 교복과 함께 착용하기 위하여 개조 판매되고 있는 양말로써, 색상은 흰색이며 일본의 여고생이 주로 착용한다. 1990년대 초반 일본의 여고생들 사이에서 교복 치마를 짧게 입는 패션이 유행했으며, 1990년대 중반 이런 패션과 함께 노출된 다리 부분의 보온성이나 패션 아이템의 하나로써 정착하였다. 2000년대 들어 유행은 끝났으나 2010년대 들어 일부에서 부활의 움직임이 있다고 한다.